# Bridgeport (West Virginia)
Bridgeport ist eine City im Harrison County des US-amerikanischen Bundesstaates West Virginia. Das U.S. Census Bureau hat bei der Volkszählung 2020 eine Einwohnerzahl von 9336 ermittelt.

## Geschichte
Die Stadt Bridgeport hatte ihren Anfang in der Zeit vor dem Amerikanischen Unabhängigkeitskrieg. Im Jahr 1764 betrat John Simpson das Gebiet und gab dem Simpson Creek seinen Namen. Bridgeport erhielt seinen Namen ursprünglich durch einen Fehler eines Kartographen. Mitte des 17. Jahrhunderts wurde das Gebiet von frühen Pelzhändlern besiedelt, die über die Allegheny Mountains nach Westen kamen. Die Siedler waren gezwungen, Forts zu bauen, um sich vor den Elementen zu schützen, aber auch vor den amerikanischen Ureinwohnern, denen das Eindringen in ihr Land nicht gefiel. So wurde das, was als Bridge Fort bekannt war, der Legende nach fälschlicherweise als Bridgeport bezeichnet. Bridgeport wurde im Jahr 1816 gechartert. Als die Stadt 1887 gegründet wurde, wurden das Amt des Bürgermeisters und der Stadtrat eingeführt.

## Demografie
Nach einer Schätzung von 2019 leben in Bridgeport 8842 Menschen. Die Bevölkerung teilt sich im selben Jahr auf in 93,9 % Weiße, 0,9 % Afroamerikaner, 3,3 % Asiaten und 1,0 % mit zwei oder mehr Ethnizitäten. Hispanics oder Latinos aller Ethnien machten 1,1 % der Bevölkerung aus. Das mittlere Haushaltseinkommen lag bei 84.382 US-Dollar und die Armutsquote bei 4,3 %.

## Persönlichkeiten
- Waldo P. Johnson (1817–1885), Politiker